# Яценко Юрій Сергійович
Юрій Сергійович Яценко (нар. 7 жовтня 1990, Львів, Україна) — український юрист, громадський діяч, активіст Революції Гідності, позаштатний радник Міністра закордонних справ України (2016—2019), радник голови Львівської обласної державної адміністрації, політв'язень Російської Федерації, також один із засновників громадської організації «Право на волю».

## Біографія
Юрій Яценко народився 7 жовтня 1990 року у Львові. Здобув середню освіту у Класичній гімназії при ЛНУ імені Івана Франка.
У 2010 році вступив до Львівського національного університету на юридичний факультет.

### Революція Гідності
Був активним учасником Майдану: від листопада 2013 року, зі Студентського Євромайдану і до завершення Революції Гідності — лютий 2014 року. Після початку кривавих дій на Майдані (розгону Студентського Майдану 30 листопада) був волонтером медичної служби, допомагав лікарю Ярині Куманській. Разом надавали допомогу постраждалим, возили поранених у реанімобілях із Києва до Львова, оскільки в столиці активістів переслідували, порушували проти них кримінальні справи, викрадали з лікарень.

### Російське ув'язнення
Із 6 травня 2014 року до 8 травня 2015 року львівський студент юридичного факультету Львівського національного університету ім. І. Франка перебував у російському ув'язненні за сфабрикованими звинуваченнями. Він став одним із 13-ти українських політв'язнів у Росії від часів Революції Гідності.
5 травня 2014 року Юрій Яценко разом із другом Богданом Яричевським (також юристом, протримали у РФ 3 місяці) у приватних справах поїхали в Росію. Кордон перетнули офіційно, згідно всіх вимог. Поселилися в готелі м. Обоянь (Курська область) Вже наступного дня зранку до них прийшли правоохоронці і для, начебто, перевірки документів «запросили» до райвідділку, де зняли відбитки пальців. Невдовзі розмову вже провадили працівники ФСБ, які передовсім розпитували про участь у Революції на Майдані (згодом показали фото Юри з Майдану, які взяли з соцмереж), стосунок до радикальних організацій; перевіряли на татуювання, які могли б свідчити про приналежність до певних рухів, на наявність слідів від віддачі приклада автомата.
Впродовж трьох днів після затримання від хлопців вимагали виступити по телебаченню і підписати зізнання, що вони диверсанти чи шпигуни; що їх прислав Дмитро Ярош, згодом, — що Валентин Наливайченко (екс-очільник СБУ). За співпрацю обіцяли звільнення від кримінальної відповідальності, гроші.

#### Адміністративна справа за порушення міграційного законодавства
8 травня, російський суд визнав Юрія та Богдана винним у порушенні міграційного законодавства, що проявилося в неправильному заповненні міграційної картки. Того ж дня їх відправили до спецзакладу для іноземців. За процедурою, таких затриманих впродовж 15 днів мали видворити за межі держави, а хлопців тримали там три місяці.
Перші три дні хлопцям не надавали адвокатів. Залякували, обіцяли обколоти речовиною, яка суттєво пошкодить здоров'ю.
У спецзакладі Юрій захворів коростою. У медчастині закладу сказали, що це або венеричне захворювання, або ВІЛ. Лише через два тижні зробили аналізи і виявили, що це короста, яку чотири місяці не лікували.
22 травня приїхали озброєні чоловіки у формі спецназу. Яценку натягли на голову мішок, посадили в машину, сказали, що буде розмова з серйозними людьми, які наполягали, що хлопець мусить виступити по телебаченню і зізнатися у співпраці з радикальними організаціями. Після відмови працівникам ФСБ була дана вказівка піддати політв'язня тортурам. Відповідно до розповідей Юрія його "завантажили в машину, знову наділи мішок на голову і повезли в ліс. Там підвісили за наручники (в позі «ласточка») і кілька годин били по голові (мішком піску), в живіт, в пух, душили.
Щоб уникнути подальших катувань Юрій порізав лезом руки і живіт. Він погрожував, що переріже собі сонну артерію, якщо ще битимуть. Також вимагав дати можливість поговорити з рідними (до того часу ані батьки, ані знайомі не знали де хлопці і, що з ними трапилося), бо в іншому разі не дозволить зашити рани.

#### Кримінальна справа
8 серпня хлопців начебто видворяли з країни. Провели всю необхідну процедуру: довезли до українського кордону, судові пристави на камеру зачитали, що виконують рішення суду, підписали всі документи, все це зняли на камеру. Та на прикордонному КПП через певний час сказали, що начебто забули деякі додаткові документи і потрібно повернутися на годину-дві. У спецзакладі для іноземців їх навіть не поселяли. Коли Юрій вийшов з будівлі, його скрутили і кинули в машину ФСБ, завезли до управління Служби безпеки, де був його перший адвокат (згодом з'ясувалося, що він співпрацює з ФСБ). Саме в таких обставинах Юрій дізнався, що проти нього порушили кримінальну справу за зберігання 40 грамів мисливського пороху, який нібито він зберігав. З'явився свідок (місцевий таксист), який стверджував, що в листопаді 2013 році Юрій залишив йому на зберігання речі, які він добровільно видав слідчим органам РФ і серед них, начебто й знайшли 40 г мисливського пороху.
8 серпня 2014 року помістили в СІЗО № 1 м. Курськ, а через місяць, 9 вересня 2014 року, перевели в СІЗО № 3 м. Бєлгород, де пробув до 7 травня 2015 року.

#### Звільнення
В Бєлгороді справу по контрабанді вибухівки закрили через півроку, порушивши натомість справу по зберіганню вибухівки. Спершу засудили до 2 років позбавлення волі, невдовзі через апеляційну інстанцію засудили до 9 місяців позбавлення волі, які на той час Юрій Яценко вже відбув.
8 травня 2015 року Юрій Яценко повернувся до Львова після 368 днів російського полону. У звільненні допомагали ГО «Євромайдан SOS», російська організація «Гражданское содействие», генеральний консул України в Росії Геннадій Брескаленко, чеський фонд «Людина в скруті», міжнародні правозахисні організації Freedom House та Amnesty International, Генеральна прокуратура України та адвокати Петро Заїка й Олег Сабанцев.

## Теперішня діяльність
Після звільнення з російського політичного полону Юрій Яценко захистив диплом магістра юридичного факультету Львівського національного університету ім. І. Франка.
Отримав посади радника при Львівській ОДА та Міністерстві закордонних справ України.
Був учасником конференції «Форум 2000», був доповідачем на Міжнародній конференції ОБСЄ з прав людини (у Варшаві).
Виступив на зустрічі в Штаб-квартирі ООН, яка відбулася 9 грудня 2015 р. Тема — « Окупація Криму: права людини, світова безпека, міжнародний порядок». На зустрічі Юрій Яценко презентував кампанію зі звільнення українських політв'язнів із Росії під назвою «Let my People go». В засіданні взяли участь багато міжнародних послів, політиків та представників громадянськості. Офіційні представники Європейського Союзу, Республіки Польща, Литви, Німеччини та Грузії виступили з гострими зауваженнями щодо порушень прав людини в АР Крим та Росії, наголосивши на непохитній відданості вивченню ситуації та всіляких спробах вирішувати кричущі порушення прав на окупованій території.
У 2018 році відбулась прем'єра короткометражного документального фільму «Сильні духом», який розповідає про історію ув'язнення Юрія Яценка у Російській Федерації.